# Guna (ville)
Pour les articles homonymes, voir Guna (homonymie) et GUX.
Guna est une ville et une municipalité du district de Guna (dont elle est le chef-lieu), dans l'État indien du Madhya Pradesh.
Elle se trouve sur les rives de la rivière Parbati.

## Aéroport
Guna possède un aéroport (code AITA : GUX) .

## Histoire
Au VIe siècle av. J.-C., Guna était une ville du royaume antique d'Avanti fondée par Chand Pradyota Mahesena. Plus tard Shishusangh hérita de la couronne du royaume d'Avanti, qui allait de Guna jusqu'à l'empire de Magadha.
Au début du XVIIIe siècle, Guna fut conquise par Ramoji Rao Scindia de la caste Marathe, tout en continuant de faire partie du royaume de Gwâlior jusqu'à l'indépendance indienne. Guna faisait partie du district Isagarh de ce royaume. En 1897, le train atteignit Guna avec la construction de la ligne de la compagnie Indian Midland Railway.
Le 28 mai 1948, après l'indépendance de l'Inde, Guna entra dans l'état du Madhya Bharat, comme l'un de ses 16 districts. Le 1er novembre 1956, l'État du Madhya Bharat fusionna avec celui du Madhya Pradesh.

## Géographie
Guna est situé à 24° 39′ N, 77° 19′ E  et à une altitude moyenne de 474 mètres.
Le District de Guna (Madhya Pradesh) est situé à la frontière du district de Malwa et de Chambal. Il est situé sur la partie nord-est du plateau de Malwa et est délimité à l'ouest par la rivière Parbati. Le Parbati est la principale rivière de la ville. Elle coule le long de la frontière ouest avec le district de Rajgarh (Madhya Pradesh) ainsi que le long de celle avec le district de Jhalawarh et de Kota au Rajasthan. Les villes de Shivpuri et Kota sont situées au nord de Guna et celles de Vidisha, Bhopal et Rajgarh se trouvent au sud.

## Démographie
En 2001, Guna avait une population de 137 132. Les hommes constituent 53 % de la population et les femmes 47 %. Guna a un taux moyen d'alphabétisation de 67 %, supérieur à la moyenne nationale de 59,5 %: l'alphabétisation des hommes est de 75 %, et l'alphabétisation des femmes est de 57 %. A Guna, 15 % de la population a moins de 6 ans.